# Huntington (Massachusetts)
Huntington – miasto w Stanach Zjednoczonych, w stanie Massachusetts, w hrabstwie Hampshire.